# Földrajzi Közlemények
A Földrajzi Közlemények a Magyar Földrajzi Társaság tudományos folyóirata. Első száma 1873. március 1-jén jelent meg. Periodicitása változó, eleinte évi tíz, 62. évf. 1934-től havonként, 67. évf. 1939-től negyedévente jelent meg.
Megjelenése 1873-tól kezdve folyamatos, a háborús és forradalmi idők csak a számok számát csökkentették átmenetileg. Tartalma szerint magyar és egyetemes földrajztudományi szakmai folyóirat.

## Szerkesztőiből
- Temesy Győző (1934–1944)
- Pécsi Márton (1958–1988)

## Külső hivatkozások
- Földrajzi Közlemények online
- A Földrajzi Közlemények a REAL-J-ben (az első számtól)